# La Prêtresse de Carthage
La Prêtresse de Carthage és una pel·lícula muda francesa escrita i dirigida per Louis Feuillade i estrenada el 4 de febrer de 1910. Produïda per Gaumont, té una durada de 14 minuts.

## Repartiment
- Georges Wague
- Renée Carl
- Luitz-Morat